# Sarghine
Pour l’article homonyme, voir Serghine.
Serghine, est un village de la commune de Souk Lakhmis Dadès, dans la province de Tinghir et la région administrative Souss-Massa-Draâ, au Maroc.

## Géographie
Le village de Sarghine, dont les coordonnées géographiques sont 31° 16′ 01″ N, 6° 02′ 49″ O, est riverain de l'oued Dadès. Il est relié à la ville de Tinghir — à environ 65 km — par la N 10.

## Population et société
Sarghine est un village — ou douar — berbère.
Dans le cadre du Programme d'électrification rurale global (PERG) de l'Office national d'électricité, il a été mis sous tension en 2001.
En matière d'enseignement, il dispose d'une petite école primaire qui a été informatisée grâce à l'initiative de l'un de ses enseignants — Hassan Ouassou, professeur de français — et aux dons d'un organisme à but non lucratif berbéro-suisse œuvrant pour des écoliers et familles berbères au Maroc, l'Association TIWIZI Suisse. Celle-ci bénéficie également — en dehors de ses locaux trop étroits — d'une bibliothèque et d'une ludothèque par suite d'un partenariat entre l'association précitée et une organisation non gouvernementale marocaine agissant pour le développement de la scolarisation rurale, l'Association AMSSIRAR (basée à Tinghir).